# Екатерина Хорватская
Екатерина Хорватская (Катарина Шубич) (хорв. Катарина Шубић, пол. Katarzyną Šubić; ? — 5 марта 1358) — хорватская дворянка из династии Шубичей, вторая жена князя Легницы и Бжега Болеслава III Расточителя (23 сентября 1291 года — 21 апреля 1352 года), княгиня Бжегская с 1352 года.

## Биография
Екатерина была дочерью бана Хорватии Младена III Шубича и Елены Неманич, дочери короля Сербии Стефана Уроша III.
Екатерина вышла замуж за Болеслава III Расточителя, князя Легницкого и Бжегского, в 1326 году, через четыре года после смерти его первой жены Маркеты Чешской. Брак, длившийся почти двадцать шесть лет, был бездетным.
В 1342 году Болеслав отказался от Легницкого княжества в пользу своих сыновей Вацлав и Людвика и удалился вместе с Екатериной в Бжег, где они оставались до смерти Болеслава десять лет спустя, 21 апреля 1352 года.
В своем завещании Болеслав III оставил княжество Бжегское Екатерине в качестве вдовьего надела. Это был второй документально подтвержденный случай, когда польский князь из династии Пястов завещал княжество своей вдове в качестве суверенной правительницы: первой была Саломея фон Берг, получившая в 1138 году по завещанию своего мужа Болеслава III Кривоустого Ленчицу в пожизненное владение. Вдовий надел оставлялся за наследницей до конца ее жизни и мог был утерян только в двух случаях: если она снова выйдет замуж или станет монахиней.
Екатерина правила в Бжегском княжестве в течение шести лет до своей смерти в 1358 году, после чего Бжег перешел к ее пасынкам, Вацлаву I Легницкому и Людвику I Бжегскому.